# Alpine Kombination
Die Alpine Kombination ist ein Wettbewerb in den Disziplinen Ski Alpin und Grasski. Sie verbindet als Mehrkampf die Abfahrt beziehungsweise den Super-G mit dem Slalom. Dabei wird unterschieden zwischen der Klassischen Kombination und der Alpinen Kombination (auch „Superkombination“ genannt).

## Ski Alpin

### Geschichte der Kombinationswettbewerbe

#### Frühe Formen
Bis in die 1990er-Jahre wurden üblicherweise Kombinationswettbewerbe im Punktesystem veranstaltet. Dabei wurde für alle Teilwettbewerbe das Verhältnis aus Zeitrückstand und Bestzeit mit einer Konstante multipliziert. Anschließend wurden die Ergebnisse der Teilwettbewerbe addiert. Es gewann der Athlet oder die Athletin mit den wenigsten Punkten.

#### Klassische Kombination
Eine Klassische Kombination besteht aus einem Abfahrtslauf und zwei Slalomläufen, wobei beide Teilwettbewerbe an unterschiedlichen Tagen durchgeführt werden.

#### Alpine Kombination
Eine Alpine Kombination besteht aus einem Abfahrts- oder Super-G-Lauf und einem Slalomlauf, wobei beide Teilwettbewerbe am selben Tag durchgeführt werden. Eine solche „Super-Kombination“ wurde im Weltcup erstmals am 14. Januar 2005 in Wengen veranstaltet, wobei Benjamin Raich vor Lasse Kjus und Didier Défago gewann.

### Geschichte
Der erste internationale Kombinationswettbewerb bestand aus einem Abfahrts- und einem Slalomrennen und fand 1928 bei der Premiere der Arlberg-Kandahar-Rennen statt. In den Anfangsjahren des Skisports hatten Kombinationswertungen einen sehr hohen Stellenwert bei den Athleten und dem Publikum. Sogar die Goldmedaille in der Weltmeisterschafts-Kombination hatte die höhere Anerkennung als jene im Einzelbewerb (dies steht praktisch im Gegensatz zur Jetztzeit). Zu erwähnen ist auch, dass in den 1930er-Jahren sogar (bei den Herren) sogenannte „Vierer-Kombinationen“ ausgetragen wurden (Abfahrt, Slalom, Skispringen, Langlauf), wodurch für ihre Zeit wahrliche „Skikönige“ gekürt wurden.
Bei allen Weltmeisterschaften, außer 1931, 1950 und 1952, wurden Weltmeister in der Kombination ermittelt. Von 1956 bis 1980 wurden zusätzlich zu Abfahrt und Slalom auch die Ergebnisse der Riesenslaloms einbezogen. Dieser Modus wird auch als Dreier-Kombination bezeichnet und heute noch bei den Juniorenweltmeisterschaften angewendet. Es gab im November 1956 bereits Debatten, bei Weltmeisterschaften (vielleicht schon ab 1958) statt der Dreierkombination eine Zweierkombination zu installieren, die separat gefahren wird, weil man das für sportlich wertvoller erachtete. Probleme sah man darin, dass dafür separate Pisten zur Verfügung stehen müssten und das Programm nicht mehr innerhalb einer Woche abgewickelt werden könnte.
Bei den Olympischen Winterspielen 1936, als der alpine Skisport erstmals auf dem Programm stand, war die Kombination der einzige alpine Wettbewerb. Bei den Olympischen Winterspielen 1948 setzte sie sich aus einem eigenen „Kombinationsslalom“ und der Spezialabfahrt zusammen (diese Spezialabfahrt wurde demnach als eigener Olympiawettbewerb gewertet). Von 1952 bis 1984 gehörte die Alpine Kombination nicht zum olympischen Programm. Da bis 1980 die Olympischen Winterspiele auch als Skiweltmeisterschaften galten, wurden Kombinations-Weltmeisterschaftsmedaillen an die drei Bestplatzierten der Dreier-Kombination aus den olympischen Wettbewerben Abfahrt, Riesenslalom und Slalom vergeben.
Der Weltcup förderte mehr das Spezialistentum. Allerdings fühlten sich auch schon vorher die Slalomfahrer benachteiligt, weil bei den großen Kombinationen, nicht nur bei der „Arlberg“-Kandahar-Kombination, sondern auch bei jener am Lauberhorn und Hahnenkamm, das Abfahrtsresultat für die Startreihenfolge maßgeblich war. Das bedeutete, dass die Besten des Abfahrtslaufes die vorderen Startnummern erhielten und die naturgemäß in den Abfahrten zurückliegenden Slalomläufer weiter hinten starten mussten, vielleicht sogar wegen begrenzter Starterfelder gar nicht starten durften. Es wurde dann zwar von diversen Veranstaltern ein Sicherheitsventil eingebaut, das den ausgewiesenen Slalomspezialisten – ungeachtet ihres Abschneidens in der Abfahrt – einen günstigen Startplatz garantierte. So verblieb bis zur Einführung des Weltcups tatsächlich nur noch das Kandahar, das diese Entwicklung (vorerst) an sich abprallen ließ, jedoch entsprach dessen Reglement nicht den Weltcup-Richtlinien (siehe dazu den eigenen Artikel).
Erst ab der Saison 1973/74 wurde kurzfristig eine „Aufwertung“ der Kombination dahingehend eingeführt, dass eine Läuferin / ein Läufer eine Verdoppelung der errungenen Weltcuppunkte zuerkannt erhielt, wenn sie/er sich sowohl im Speed- als auch technischen Wettbewerb in den Weltcup-Rängen (also Top Ten) platzierte. Allerdings war dies äußerst selten der Fall, weil die besten Zehn einer Abfahrt sich meist nicht in den besten Zehn des Slaloms klassieren konnten oder recht oft auch am Slalom nicht teilnahmen (und umgekehrt). Erst ab der Saison 1974/75 gab es mehrere Kombinationen pro Winter. Diese setzten sich meist aus Einzelergebnissen von Abfahrten und Slaloms, mitunter aber auch aus Abfahrt und Riesenslalom, später auch aus Super-G und Slalom, zusammen. Kombinationen aus 2 technischen Wettbewerben sind nicht evident, demhingegen gab es bis einschließlich der Saison 1985/86 einige Kombinationen aus Abfahrten und Super-Gs. (Erstmals geschah es 1982 bei den Herren, wobei der Schweizer Franz Heinzer diese Kombination aus dem am 12. Dezember gefahrenen Super-G in Val-d’Isère und der am 19. Dezember stattgefundenen Abfahrt von Val Gardena/Gröden gewann. Erneut siegte 1983 Franz Heinzer – und wiederum in Val d’Isère – am 10. Dezember 1983, wo diesmal sowohl die Abfahrt als auch der Super-G gefahren wurden. Pirmin Zurbriggen, SUI, scheint als Sieger von Garmisch-Partenkirchen am 29. Januar 1984 auf. Peter Müller, SUI, war zweimal erfolgreich: Am 27. Januar 1985 gewann er in Garmisch-Partenkirchen und am 3. Februar 1986 in Crans-Montana, wobei hier der Super-G im Zusammenhang mit der schon am 7. Dezember in Val d’Isère stattgefundenen Abfahrt stand. Letztlich gab es am 8. Februar 1986 den Sieg von Markus Wasmeier, GER, in Morzine. Bei den Damen siegte Gerry Sorensen, CAN, am 8. Januar 1984 in Puy-Saint-Vincent.)
Eine Problematik ergab sich vor allem für das interessierte Publikum dahingehend, dass diverse Kombinationen, teilweise derart geplant, teilweise wegen Absagen eines der beiden Wettbewerbe (meist jenem im Speedbereich) an unterschiedlichen Orten und oft mit einem beachtlichen Zeitintervall von bis zu einem Monat veranstaltet wurden. Anfang der 1980er Jahre setzte sich die für die Weltcup-Wertung maßgebliche Hahnenkamm-Kombination aus einem vorher an einem anderen Ort (es waren dies solche im naheliegenden Bayern) und der Abfahrt in Kitzbühel zusammen, während die „Original“-Kitzbühel-Kombination (mit dem Slalom am Ganslernhang) „unterging“. Erst in späteren Jahren wurde diese wieder ins Weltcupprogramm aufgenommen.
Ab 1982 war die Kombination bei Weltmeisterschaften und ab 1988 bei Olympischen Spielen ein eigenständiger Wettbewerb, der sich aus einem verkürzten Kombinations-Abfahrtslauf und zwei ebenfalls kürzeren Kombinations-Slalomläufen zusammensetzte. Im Gegensatz dazu bestanden die Kombinationen im Weltcup zunächst weiterhin aus zwei Einzelrennen.
Ab 1994 wurden die Ergebnisse nicht mehr nach einem Punktesystem ermittelt, sondern die Laufzeiten von Abfahrt und Slalom einfach addiert. Allerdings waren sowohl beim Punktesystem als auch bei diesem neuen Modus in der Regel die stärkeren Slalomläufer bevorzugt. Dieser Vorteil sollte erst ein Jahrzehnt später durch Einführung der Super-Kombination und die damit verbundene Reduktion auf nur einen (etwas längeren) Slalomlauf abgeschwächt werden. Auf alle Fälle kam der Modus mit nur einem Slalomlauf allen Athleten mehr entgegen.
Zur Abschaffung des Punktesystems: In den Anfangszeiten wurden die Sieger des Abfahrtsbewerbs mit 100 Punkte bonifiziert, genauso die Sieger des Slalombewerbs. Die Punkte für die Nachplatzierten wurden durch ein kompliziertes Rechensystem, gewissermaßen aliquot zum Zeitrückstand, ermittelt. Dies änderte sich später. Nunmehr gab es für den jeweiligen Sieger null Punkte – wodurch bei Siegen sowohl in der Abfahrt als auch im Slalom (eventuell auch noch Riesenslalom) von der „Idealnote Null“ gesprochen wurde. Toni Sailer (Cortina 1956) und Jean-Claude Killy (Grenoble 1968) gewannen die Weltmeisterschafts-Goldmedaille mit dieser Idealnote Null. Es mehrte sich aber der Ruf nach mehr Transparenz. Vor allem für die Zuseher der Skirennen waren diese Berechnungen nicht nachvollziehbar, während dies bei bloßer Addition der Laufzeiten kein Problem darstellt.
Seit 2005 ist die Kombination in Form der Super-Kombination auch im Weltcup ein eigenständiger Wettbewerb. Die letzte klassische Kombination fand bis 2013 einmal jährlich bei den Hahnenkammrennen in Kitzbühel statt. Sie setzte sich aus den Einzelergebnissen der Abfahrt am Samstag und des Slaloms am Sonntag zusammen und zählte ebenso wie die Super-Kombination zur Kombinations-Weltcupwertung.
Hinsichtlich der Startreihenfolge für den Kombinations-Slalom entscheidet das Resultat aus dem jeweiligen Speedwettbewerb, wobei die ersten Dreißig in gestürzter Reihenfolge starten und danach jene ab Rang 31. Um „taktische Finessen“ zu vermeiden, die darin bestanden, dass ein Verband diverse (nicht aussichtsreich platzierte) Starter für den Kombinationsslalom zurückzog, um damit einem ansonsten hinter den ersten Dreißig platzierten Läufern zum Sprung in das günstige „Dreißiger-Feld“ zu verhelfen, kam es zu einer Regeländerung. Dies war eine schon beschlossene Sache, geltend nach der Super-Kombi 2007 am Lauberhorn. Damit war der Österreicher Mario Matt letzter (großer) Nutznießer der bisherigen Regelung akkurat beim besagten Wettbewerb im Januar 2007: Nach der Abfahrt auf Rang 34 rückte er dank diverser Startverzichte exakt auf Rang 30 vor und durfte als Erster ins Rennen gehen – und er gewann. Nach dem danach geltenden Reglement starten alle Läufer, die nach dem Speedwettbewerb hinter Rang 30 aufscheinen – unabhängig von eventuellen Startverzichten – erst nach dem Start des bestplatzierten Läufers aus dem Speedwettbewerb.
Ausnahmen bei der Startreihenfolge gab es allerdings vorerst noch bei den ab den Weltmeisterschaften 1982 und den Olympischen Winterspielen 1988 erstmals separat ausgetragenen Kombinationswettbewerben. Hier wurde jeder Wettbewerb für sich in der Reihenfolge der aktuellen FIS-Punktelisten gestartet, also fuhren die Abfahrer ab Startgruppe 1 und dem taten es die Slalomfahrer gleich. Mehrmals lagen die Termine der beiden Teilwettbewerbe mehrere Tage, sogar über eine Woche auseinander, was das Publikumsinteresse minderte. Aber auch von Seiten der Veranstalter wurde hinsichtlich der Durchführung der Kombination nicht immer die wünschenswerte Sorgfalt an den Tag gelegt; speziell der Herren-Kombinationsslalom bei den Olympischen Winterspielen 1992 sorgte wegen mangelnder Pistenpräparierung für Kritik (speziell durch Paul Accola). Die terminmäßigen Ansetzungen der beiden Teilbewerbe wurden geändert, großteils nun der gesamte Wettbewerb an einem Tag durchgezogen, wobei die Slaloms immer mehr, dank des Einzugs des Flutlichts auf den Rennstrecken, als „Nachtslalom“ (auch „Night-Event“ genannt) stattfanden. – In wenigen Fällen kam es (meist witterungsbedingt) auch dazu, dass mit dem Slalom begonnen wurde. Bei den Großereignissen war dies bei den Herren bei den Weltmeisterschaften 1996 und 2001 (hier jeweils als „Night-Event“) sowie den Olympischen Winterspielen 1998, bei den Damen war es bei den Olympischen Winterspielen 2006 (hier schon von vornherein derart programmiert) der Fall.
Bei Weltmeisterschaften wird seit 2007 die Super-Kombination an Stelle der klassischen Kombination ausgetragen, seit 2010 auch bei den Olympischen Spielen. Auch bei den Super-Kombinationen, sowohl bei den vorerwähnten Veranstaltungen als auch im Weltcup, werden vereinzelt die Slaloms (vor allem jene bei den Herren in Kitzbühel) als „Nachtslalom“ gefahren. Entgegen bisherigen Gepflogenheiten, wurde die Super-Kombination der Herren am 19. Februar 2016 in Chamonix allerdings wegen der Wetterverhältnisse (Schneefall) mit dem Slalom gestartet – die Startreihenfolge bei der am Nachmittag ausgetragenen Abfahrt erfolgte nach denselben Richtlinien wie in den sonst üblichen Fällen, also in gestürzter Reihenfolge des Slalomresultats (wobei genauso die ab Rang 31 Klassierten erst nach den ersten Dreißig an die Reihe kamen). Ähnliches gab es (ebenfalls zum ersten Mal) bei den Damen beim Wettbewerb am 14. März 2016 in Lenzerheide, wobei hier wegen zu dichten Nebels der Super-G verschoben werden musste.
In den 2010er-Jahren gab es eine Diskussion über eine Abschaffung der Alpinen Kombination zugunsten eines Parallelwettbewerbs. Im Weltcup werden seit der Weltcup-Saison 2020/21 keine Kombinationswettbewerbe mehr ausgetragen, zuerst auf Grund der COVID-19-Pandemie, dann allgemein. Die letzten Kombinationswettbewerbe an einer Weltmeisterschaft fanden 2023 statt. Bei den Olympischen Winterspielen 2022 in Peking fanden zum letzten Mal Wettbewerbe der Alpinen Kombination statt – bei den Herren siegte Johannes Strolz (Österreich), bei den Damen Michelle Gisin (Schweiz). 2026 wird dieser Wettbewerb nicht mehr bei den Olympischen Winterspielen vertreten sein.

### Statistik
Der Norweger Kjetil André Aamodt ist der erfolgreichste Medaillengewinner in der Kombination (WM: 3 Gold, 1 Silber, 1 Bronze; Olympia: 1 Gold, 1 Silber). Der Franzose Alexis Pinturault holte die meisten Siege im Disziplinenweltcup (6). Die meisten Einzelsiege in Weltcup-Kombinationen haben mit jeweils elf Phil Mahre, Pirmin Zurbriggen und Marc Girardelli errungen. Im Vergleich der Nationen liegt nach den Wettbewerben im Dezember 2016 die Schweiz (jeweils bei den Damen und Herren) gegenüber Österreich voran: Damen: 27:22, Herren 30:22.
Rekordhalterinnen bei den Damen sind Christl Cranz (fünf Weltmeistertitel und Olympiasieg 1936), Hanni Wenzel (acht Weltcup-Siege), Janica Kostelić (Doppelolympiasiegerin und Doppelweltmeisterin) und Maria Höfl-Riesch (Doppelolympiasiegerin und Weltmeisterin).

## Grasski
Die Kombination bestand zunächst aus Slalom und Riesenslalom. Ab der Einführung des Super-G im Jahr 1987 war die Kombination die Gesamtwertung aus einem Super-G-Rennen und einem Slalomrennen. Im Jahr 2007 wurde sie von der Super-Kombination abgelöst, bei der ein Super-G und nur ein Slalomdurchgang am selben Tag gefahren werden.